# لووگلاندین
لووگلاندین (به انگلیسی: Levuglandin) با فرمول شیمیایی C20H32O5 یک آلدئید ساخته شده از پروستاگلاندین H با شناسه پاب‌کم 25000034 است. که جرم مولی آن ۳۵۲٫۴۶۵ گرم بر مول می‌باشد. این ایکوزانوئید غیرکلاسیک توسط آنزیم سیکلواکسیژناز تولید میشود. 